# Кастильоне, Джузеппе
Джузе́ппе Кастильо́не (итал. Giuseppe Castiglione, кит. 郎世寧, упр. кит. 郎世宁, пиньинь Láng Shìníng; 19 июля 1688 — 17 июля 1766 Пекин) — итальянский монах-иезуит, миссионер и придворный художник в Китае.

## Биография
Родился 19 июля 1688 года в Милане. В 1715 году отправился миссионером в Китай. Его таланты живописца и архитектора были отмечены императором Цяньлуном. В 1744 году окончил альбом с садовыми эскизами для парка Юаньминьюань. 
В 1749—1759 годах под покровительством императора Кастильоне построил дворец в западном стиле при парке Юаньминъюань (圓明園) в Пекине.
В Китае принял имя Лан Шинин (郎世宁), под которым и ныне известен в этой стране. Гонения на христианских миссионеров не затронули Кастильоне. 
В 1750 году был возведён в сан мандарина третьего класса. Был похоронен с почестями на китайском кладбище.
Живописный стиль Кастильоне характеризуется смесью европейской техники и традиционных китайских сюжетов.
- «Император Цяньлун в церемониальных доспехах на коне»
- «Императрица Сяо Сян»
- «Сто лошадей» (фрагмент)
- из серии «Десять коней»
- из серии «Четыре афганских скакуна»
- из серии «Десять благородных собак»